# Croix de Kildalton
La croix de Kildalton est une haute croix celtique située dans la région d'Argyll and Bute,  des terres Ardmore  dans l'archipel des Hébrides intérieures de la côte ouest de L'Écosse sur l'île d'Islay près de l'église de la fin du XIIe siècle ou du début du XIIIe siècle. Une croix construite à la deuxième moitié du VIIIe siècle. C'est une croix de l'époque chrétienne de l'Écosse souvent apparentée aux croix de la même époque du site d'Iona, la Croix de saint John, saint Martin et de saint Oran. Elle tire son nom du gaélique écossais qui signifie « l’Église du fils de Foster ». La croix est fait  en pierre épidurite fait 2,5 mètres de haut et 1,32 mètre de large avec les bras de la croix compris.

## Histoire
La croix qui était enterrée peut maintenant être vue au Museum of Islay Life à Port Charlotte.

## Description et identification

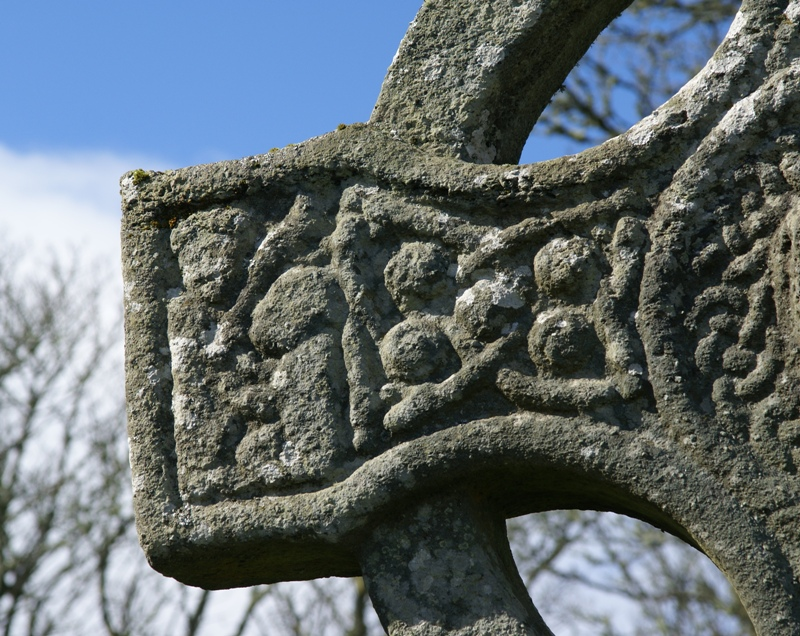
Face est, bras droit de la croix : Caïn assassinant son frère Abel.

### Face est
La face Est est sur le thème de la mer. On peut constater deux anges en haut et en bas une dalle dont les inscriptions ne peuvent être identifiées. En dessous des deux anges on peut identifier David combattant un lion et en haut deux oiseaux se nourrissant d'une grappe de raisins. Sur cette face on peut également observer la sculpture de Marie avec Jésus et des anges.
Bras droit de la croix
La scène représentée sur cette gravure est celle du sacrifice d'Isaac par Abraham.
Bras gauche de la croix
La scène sculptée sur ce bras est celle de Caïn assassinant son frère Abel.
Chacun des bras de la croix représente quatre lions très endommagés par le temps, entrelacés de nombreux serpents. Ceci est similaire à l'une des gravures de la croix de saint Martin. 
Centre de la croix
Le centre gauche de la croix représente sept boules entrelacées de serpents.

### Face ouest
La face ouest montre des serpents volubiles autour de sept petites bosses disposées autour d'une bosse centrale proéminente. Les bras montrent des lions et des serpents.